# آلان دي ليل
آلان دي ليل (آلان ابن مدينة ليل) (باللاتينية: Alanus ab Insulis؛ نحو 1128 - 1202/03) كان لاهوتيًا وشاعرًا فرنسيًا. وُلد في ليل، في وقت ما قبل عام 1128. لم يزل تاريخ وفاته الدقيق غير مؤكد أيضًا، إذ تشير معظم الأبحاث إلى أنه كان بين 14 أبريل 1202 و5 أبريل 1203. اشتهر بكتابة عدد من الأعمال التي تستند إلى تعاليم الفنون الليبرالية، إذ ركزت إحدى أشهر قصائده De Planctu Naturae (شكوى الطبيعة)، على الطبيعة البشرية فيما يتعلق بالسلوك الجنسي. على الرغم من أن آلان كان معروفًا على نطاق واسع خلال حياته، لا يُعرف الكثير عن حياته الشخصية، إذ تأتي غالبية معرفتنا باللاهوتي من محتوى أعماله.
عارض آلان دو ليل، بصفته لاهوتيًا، المدرسة المدرسية في النصف الثاني من القرن الثاني عشر. تتميز فلسفته بالعقلانية والتصوف. ادعى آلان أن العقل، الذي يسترشد بالحصافة، يستطيع أن يكتشف معظم الحقائق المتعلقة بالنظام المادي من دون مساعدة؛ ولكن في سبيل فهم الحقيقة الدينية ومعرفة الله، يجب على الحكماء أن يثقوا في الإيمان.

## اللاهوت والفلسفة
شارك آلان دو ليل، بصفته لاهوتيًا، في الحركة الصوفية في النصف الثاني من القرن الثاني عشر ضد الفلسفة المدرسية. تصوفه مع ذلك أبعد ما يكون عن أن يكون مطلقًا مثل تصوف الفيكتروبيين. يخلُص في أنتكلوديانوس إلى ما يلي: يمكن للعقل، الذي يسترشد بالحصافة، أن يكتشف معظم حقائق النظام المادي من دون مساعدة؛ لفهم الحقائق الدينية، يجب أن يثق في الإيمان. تكتمل هذه القاعدة في أطروحته فن الإيمان الكاثوليكي Ars catholicae fidei على النحو التالي: اللاهوت نفسه يمكن إثباته بالعقل. يغامر آلان نفسه بالتطبيق الفوري لهذا المبدأ، ويحاول أن يثبت هندسيًا العقائد المحددة في قانون الإيمان. تبقى هذه المحاولة الجريئة لفظية ومصطنعة تمامًا، ولكن استخدامه لغريب المصطلحات في هذا الصدد (كالمسلّمة، والمبرهنة، واللازمة، وما إلى ذلك) هو ما يمنح أطروحته أصالتها الواضحة.
كانت فلسفة آلان عبارة عن مزيج من المنطق الأرسطي والفلسفة الأفلاطونية الحديثة. بدا أن النزعة الأفلاطونية تتفوق على الأرسطية في آلان، لكن تعاظم شعوره بأن الإلهية هي الوضوح كله وناقش هذه الفكرة من خلال الكثير من المنطق الأرسطي الممزوج برياضيات فيثاغورس.

## الأعمال ونسبتها
كان أحد أبرز أعمال آلان ذلك الذي صاغه على غرار كتاب بوثيوس عزاء الفلسفة، وأطلق عليه عنوان De Planctu Naturae، أو شكوى الطبيعة، الذي كتبه في أواخر ستينيات القرن الحادي عشر على الأرجح. يستخدم آلان النثر والشعر في هذا العمل، لتوضيح الطريقة التي تتخذ بها الطبيعة موضعها بصفتها أدنى منزلة من الله. يحاول أيضًا توضيح الطريقة التي دنست بها البشرية نفسها وحادة عن الطبيعة وعن الله، من خلال الانحراف الجنسي، وخاصة المثلية الجنسية. استخدم آلان في أنتكلوديانوس، وهو أحد أعماله البارزة الأخرى، حوارًا شعريًا لتوضيح الطريقة التي تدرك بها الطبيعة فشلها في إنتاج الرجل المثالي. ليس لديها سوى القدرة على خلق جسد بلا روح، وبالتالي فهي «مقتنعة بالصعود إلى السماء لطلب الروح»، و«تتحور الفنون الليبرالية السبعة لتصبح عربة لها... والحواس الخمس هي الخيول». تُرجم أنتكلوديانوس إلى الفرنسية والألمانية في القرن التالي، وأعاد آدم دي لا باسي صياغته في مختارات موسيقية عام 1280. يُعد أحد أشهر أعمال آلان وأكثرها انتشارًا دليله عن الوعظ Ars Praedicandi، أو فن الوعظ. يُظهر هذا العمل كيف رأى آلان التعليم اللاهوتي خطوة أولية أساسية في الوعظ وسعى جاهدًا لمنح رجال الدين استرشادًا «لاستخدامه كدليل عملي» عندما يتعلق الأمر ببناء الخطب وفن الوعظ.
كتب آلان ثلاثة كتب لاهوتية كبيرة جدًا، كأول أعماله تحت عنوان بعض مما يصنع البشر Summa Quoniam Homines. من بين كتبه اللاهوتية الأخرى التي سعى إلى جعلها أدق في الموضوع، كتاب حول الإيمان الكاثوليكي De Fide Catholica، الذي يرجع تاريخه إلى ما بين 1185 و1200، ويهدف فيه آلان إلى دحض وجهات النظر المهرطقة، وتحديدًا آراء الولدينيسية والكاثار. يقدم في كتابه اللاهوتي الثالث، قواعد القانون السماوي Regulae Caelestis Iuris، مجموعة مما يبدو أنه قواعد لاهوتية؛ كان هذا نموذجيًا لأتباع غيلبرت من بواتييه، وربما جمعتهم صلات بآلان. كان لدى آلان ليل، بخلاف هذه الكتب اللاهوتية، والأعمال الجامعة بين النثر والشعر المذكورة أعلاه، العديد من الأعمال الأخرى حول مواضيع عديدة، شملت في المقام الأول اللاهوت التأملي، واللاهوت الأخلاقي النظري، واللاهوت الأخلاقي العملي، ومجموعات مختلفة من القصائد.
غالبًا ما يقع خلط بين آلان دي ليل وأشخاص آخرين يُدعون آلان، ولا سيما مع آلانوس آخر (آلان، أسقف أوكسير)، وآلان رئيس دير توكيسبيري، وآلان دي بوديو، وغيرهم. كما نُسبت إليه بعض حقائق حياتهم، بالإضافة إلى بعض أعمالهم: وبالتالي ينبغي أن يُنسب كتاب حياة القديس برنارد إلى آلان أسقف أوكسير والتعليق على ميرلين إلى آلان توكيسبيري. لم يكن آلان ليل مؤلف كتاب سجل الأحداث الصعبة Memoriale rerum difficilium، الذي نُشر باسمه، ولا كتاب عقيدة الأخلاق للفلاسفة Moralium dogma philosophorum، ولا الكتاب الساخر النهاية الكبرى لغولياث الذي نُسب إليه ذات مرة؛ ويسود الشك ما إذا كان كتاب أٌقوال آلان حول الحجر الفلسفي قد خُط بقلمه. لكن يظهر جليًا الآن أن آلان دو ليل مؤلف كتاب فن الإيمان Ars catholicae fidei وأطروحة ضد الهرطقة Contra haereticos.
جادل آلان بأن اللواط والقتل هما أخطر الخطايا في خطبه عن الخطايا الكبرى، لأنهما يثيران غضب الله، ما أدى إلى تدمير سدوم وعمورة. كان لعمله الرئيسي الذي تناول التكفير عن الذنوب بعنوان كتاب التكفير Liber poenitenitalis، الذي أهداه لهنري دي سولي، تأثير كبير في العديد من كتيبات التكفير التي صدرت في أعقاب مجمع لاتران الرابع. شمل تعريف آلان للخطايا المخلة بناموس الطبيعة البهيمية، والاستمناء، والجماع الفموي والشرجي، وسفاح القربى، والزنا، والاغتصاب. صاغ آلان، جنبًا إلى جنب مع معركته ضد الانحلال الأخلاقي، عملًا ضد الإسلام واليهودية والزنادقة المسيحية أهداه إلى ويليام الثامن ملك مونبلييه.